# Sågtjärnen (Sorsele socken, Lappland, 724629-159448)
Sågtjärnen är en sjö i Sorsele kommun i Lappland och ingår i Umeälvens huvudavrinningsområde.